# Esquilin-Schatz

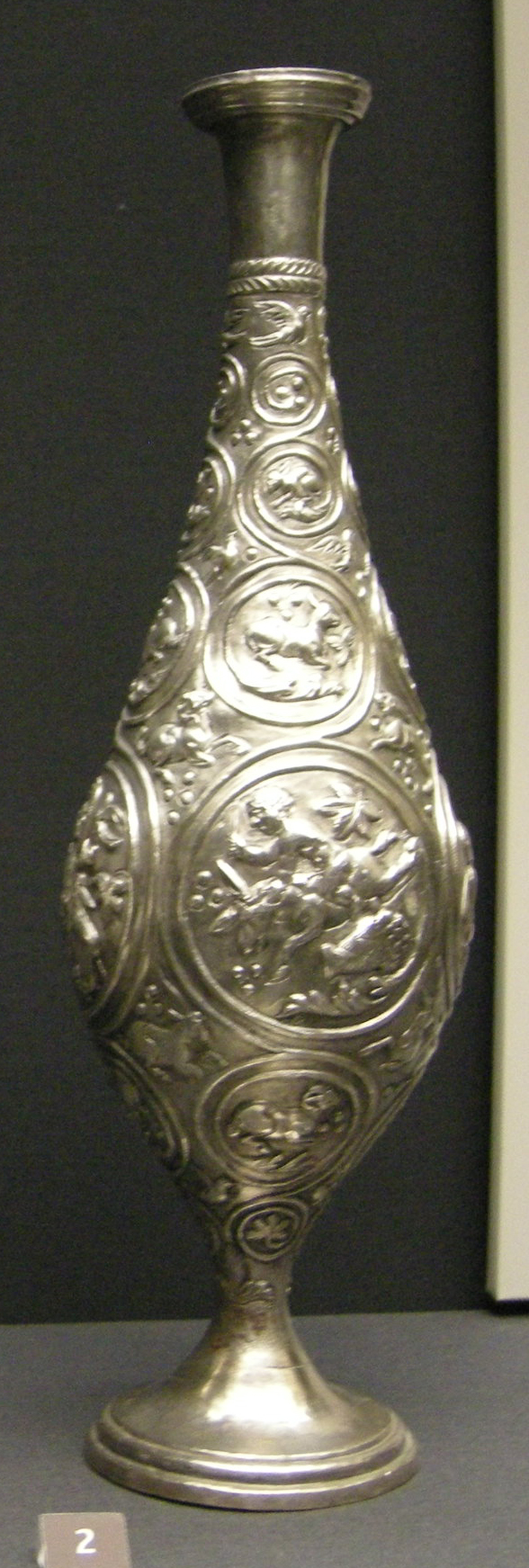
Flasche aus dem Schatzfund, British Museum, London

Der Esquilin-Schatz ist ein antiker römischer Silberschatz, der 1793 bei Grabungsarbeiten in Rom gefunden wurde. Der Fund gilt als ein bedeutendes Zeugnis für spätantike Silberarbeiten.

## Geschichte und Fundort des Schatzes

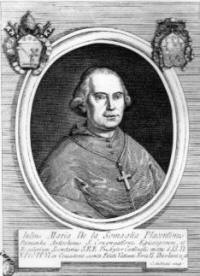
Giulio Maria della Somaglia, Verwalter des Klosters, auf dessen Gelände der Schatz gefunden wurde

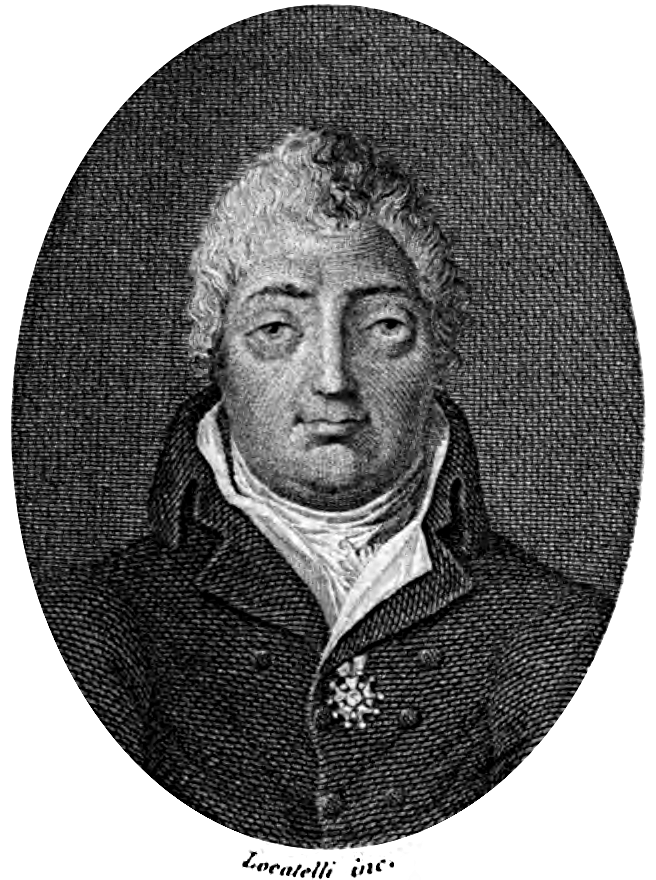
Ennio Quirino Visconti, Erstbeschreiber des Fundes

Im Sommer des Jahres 1793 stießen Arbeiter bei Grabungsarbeiten am Fuße des Esquilin, eines der sieben Hügel Roms, zufällig auf eine große Ansammlung von Silbergegenständen. Diese Gegenstände befanden sich in den Ruinen eines römischen Gebäudes. Der genaue Fundort ist umstritten und wird bereits von Zeitgenossen auf Besitzungen mal des Klosters San Francesco di Paolo, mal des Konvents „Religiose Minime“ verortet.
Insgesamt spricht man von zwei Schatzfunden, die in einer kurzen Zeitspanne hintereinander erfolgten. Erste Besprechungen dieser Funde erfolgten durch ein Essay und einen Nachtrag (zweiter Fund) zu diesem Essay des Archäologen und späteren Leiters des Kapitolinischen Museums Ennio Quirino Visconti, das er innerhalb eines Jahres nach der Entdeckung des Schatzes schrieb. Beauftragt wurde Visconti vom damaligen Verwalter des Klosters San Francesco di Paolo, Monsignore Giulio Maria della Somalia, was für einen Fundort auf den Besitzungen des entsprechenden Klosters spricht. Eine genaue Bestandsliste des Fundes wurde zur damaligen Zeit nicht erstellt. In den folgenden 30 Jahren wurde der gesamte Schatz restauriert. Die Restaurierungen weisen eine gemeinsame Technik, einen gemeinsamen Stil und das gleiche verwendete Material auf. Obwohl man die alten Teile bei der Restaurierung berücksichtigte, sind die restaurierten Teile durch ein blasseres weißes Silber zu erkennen. Es ist davon auszugehen, dass für die vollständige Restaurierung ein einzelner Betrieb verantwortlich war, der aber nicht identifiziert oder zeitlich näher eingegrenzt werden kann. Im Laufe der Jahre gelangte der Schatz durch Verkäufe in die Hände vieler unterschiedlicher Besitzer. Im Jahr 1866 wurde er schließlich von den Erben des Pierre-Louis de Blacas d’Aulps bis auf zwei Teile, die sich heute im Archäologischen Nationalmuseum Neapel und im Musee du Petit Palais, Paris, befinden, an das British Museum in London verkauft.

## Forschungsgeschichte
Erste Aufzeichnungen und Besprechungen des Fundes erfolgten in einem von Ennio Quirino Visconti veröffentlichten Essay (Lettere su di una antica Argenteria nuovamente scoperta in Roma a Monsignor della Somaglia) im Jahr 1793. Die erste Bestandsliste wurde 1930 als Vorwort zur Veröffentlichung des Essays „Über die ursprünglichen Besitzer des spätantiken Silberfundes vom Esquilin und seine Datierung“ von Stephan Poglayen-Neuwall erstellt. Die erste monographische Bearbeitung erfolgte im Jahre 1981 unter dem Titel „The Esquiline Treasure“ durch Kathleen Shelton. Des Weiteren schrieb Alan Cameron im Jahr 1985 einen Aufsatz über „The date and owners of the Esquiline Treasure: the nature of evidence“. Daneben gab es viele weitere kleinere Veröffentlichungen.

## Fundbeschreibung
Der Esquilin-Schatz setzt sich aus 27 Teilen zusammen, obwohl Visconti in seinem Essay nur von 25 Teilen spricht. Bis zum Jahr 1866 bestand der Schatz zwischenzeitlich aus 61 Teilen. Alle Beimengungen zum Fund sind antik. Zum eigentlichen Fund kamen über die Jahre zwei Schalen, zwei Schüsseln, zwei Gefäße, Löffel, Schmuck, Amulette und verschiedene Bruchstücke hinzu. Von diesen stammen zwei Teile sicher aus dem Fund, der sich wie folgt zusammensetzt: das Proiecta-Kästchen, das Musen-Kästchen, eine Patera, ein geriefter Teller, acht Teller mit Monogrammen, eine Flasche, zwei Krüge, vier Möbelaufsätze in Gestalt von Stadtgöttinen, die die Städte Rom, Konstantinopel, Antiochia und Alexandria repräsentieren, zwei handförmige Möbelaufsätze, sechs Teile von Pferdegeschirren.
Die Ausgestaltung des Proiecta- und des Musen-Kästchens erfolgte in Repoussé-Technik, bei der das Relief durch Drücken oder Schieben der Rückseite der Metalloberfläche erreicht wird. Des Weiteren wurden Teile ziseliert, etwa die Blatt- und Blütenmotive an der Umrandung der einzelnen Paneele des Proiecta-Kästchens. Einige eingravierte Linien hoben bestimmte Stellen der Reliefs hervor, andere dienten lediglich der Dekoration. Auch gibt es in Punktiertechnik ausgeführte Elemente. Das Proiecta-Kästchen wurde außerdem aus dekorativen Gründen vergoldet, aber auch um bestimmte Darstellungen zu betonen und aufzuwerten.

### Proiecta-Kästchen
Das Proiecta-Kästchen gilt als eines der berühmtesten und prächtigsten Beispiele für Silberarbeiten, die in Rom in der Spätantike hergestellt wurden. Auf dieser Schatulle sind mythologische und profane Szenen dargestellt. Des Weiteren war das Proiecta-Kästchen wichtigster Ausgangspunkt für die Datierung des Schatzes und steht meist im Mittelpunkt der Forschungsdiskussion.
Der Körper der länglichen Schatulle hat die Form einer abgeschnittenen rechteckigen Pyramide, deren Seiten gleichschenklige Trapeze sind. Der Deckel weist die gleiche Form auf, ist aber wesentlich kleiner, so dass sich die Form zweier aufeinandergestellter Pyramidenstümpfe ergibt. Die Schatulle ist aus Silber gearbeitet und teilweise vergoldet. Das Kästchen ist 559 mm lang, 286 mm hoch und 432 mm breit; es hat ein Gewicht von 7,153 kg.
Die Seiten des Deckels sind zurückgesetzt und von einer horizontalen Kante und einem schmalen vertikalen Rand umgeben. Drei Scharniere auf der Rückseite des Kästchens verbinden den Rand des Deckels mit dem Körper. Die Schatulle ruht auf vier Füßen, wovon sich nur noch drei erhalten haben. An den kurzen Seiten befindet sich jeweils ein schwingender Tragegriff, mit dem die Schatulle transportiert werden kann. Diese Tragegriffe sind an vermutlich angelöteten Ringhalterungen befestigt. Die Griffe weisen fortlaufende Rillen auf.
Die Schatulle besteht aus acht trapezförmigen und zwei rechteckigen Flächen. Jede Fläche mit Ausnahme des Bodens ist von dekorativen Rahmen oder Bordüren umgeben. Die vier Trapeze des Deckels sind jeweils von gleichförmigen Blattmustern eingerahmt. Die vier Flächen des Körpers sind von Weinranken umgeben. Die Umrahmungen sind leicht erhöht.

#### Deckel

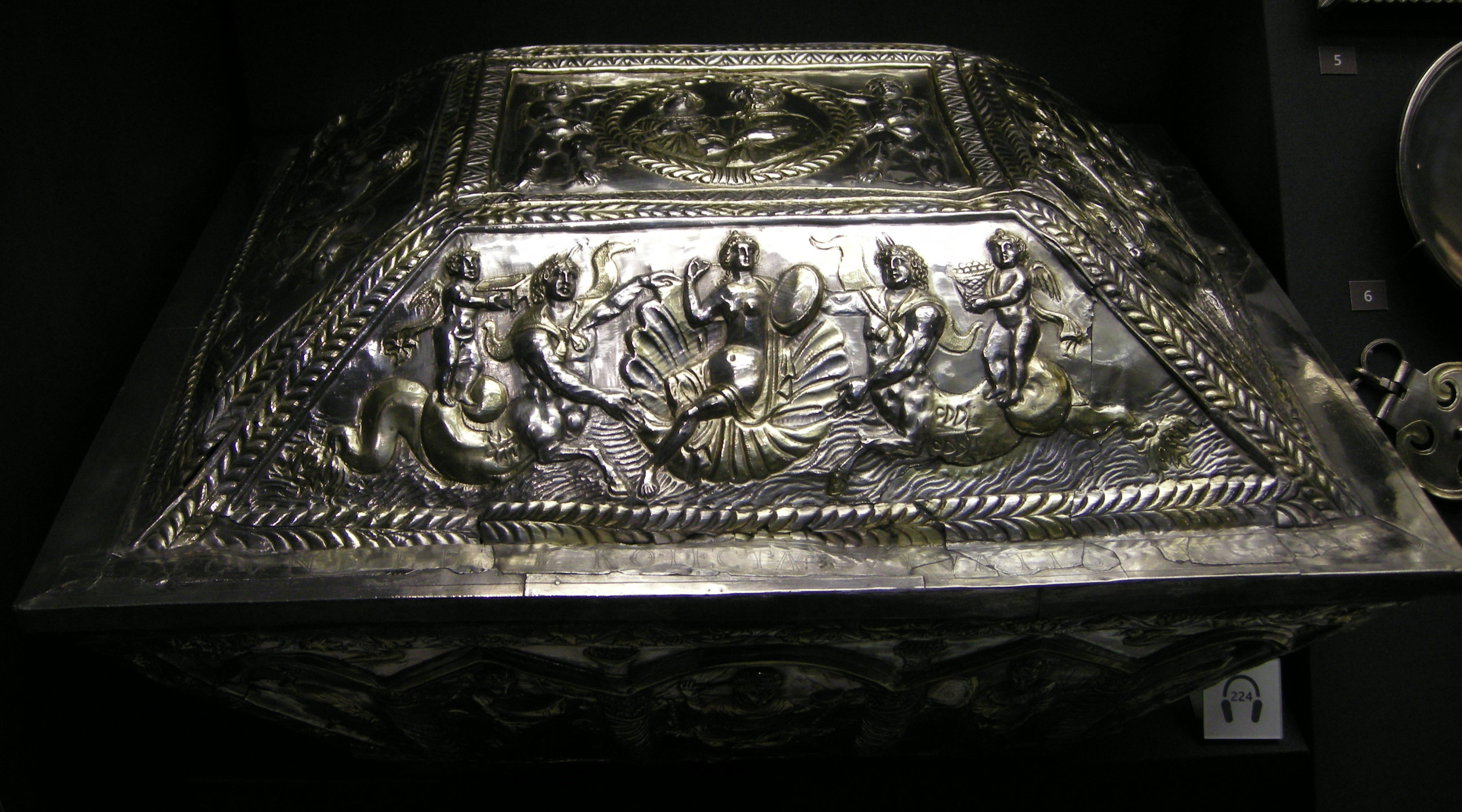
Deckel des Proiecta-Kästchens

Der waagrechte Rand des Deckels verfügt an den Außenkanten über eingravierte Linien. Auf dem vorderen Rand des Deckels befindet sich eine Inschrift, die mit einem Christusmonogramm beginnt. Die Inschrift lautet: SECUNDE ET PROIECTA VIVATIS IN CHRI[STO].
Die Oberseite des Deckels ist eingerahmt von einem Blumenmotiv, die Seitenflächen von Blattgirlanden. Auf dem Deckel werden drei mythologische Szenen auf den seitlichen Paneelen und der Rückseite, ein Doppelporträt auf der Oberseite und eine Badeszene auf der Front wiedergegeben.
Das Doppelporträt auf der Oberseite besteht aus zwei Brustbildern, umrahmt von einem Blätterkranz, der von zwei stehenden Eroten gehalten wird. Die Kleidung der beiden dargestellten Personen entspricht der wohlhabender Leuten. Beide tragen eine langärmelige Tunika, bei der Frau mit einem schmuckbesetzten Kragen. In ihren Händen hält sie eine Papierrolle. Der Mann trägt zusätzlich eine auf der rechten Schulter von einer Zwiebelknopffibel gehaltene Chlamys. Seine rechte Hand führt eine Redegeste aus. Haar und Bart des Mannes sind kurz und lockig. Das Haar der Frau ist in der Mitte geteilt und zurückgekämmt. Auf dem Kopf befindet sich ein Haarzopf in Form einer Krone. Die Gesichter sind einander in einem Dreiviertelprofil zugewandt und weisen keine individuellen Züge auf. Die beiden nackten Eroten haben goldene Flügel.
Auf dem Frontpaneel sieht man die in einer Muschel sitzende Venus mit einem Spiegel in der Linken, flankiert von zwei muskulösen Kentauren, auf deren Rücken zwei Eroten stehen. Venus trägt über ihrer linken Schulter einen Umhang, der sich auch über ihre Beine legt. Sie trägt einen kleinen konischen Hut und ein goldenes Halsband. Die gesamte Szene spielt sich im Meer ab.
Das rechte Seitenteil des Deckels stellt eine auf einem Hippokamp reitende Nereide dar, denen ein Delfin und ein Erot folgen, während das linke Seitenteil eine Nereide auf einem Ketos, umgeben von zwei Delfinen und einem Eros, zeigt.
Die Szene des rückseitigen Paneels stellt eine Badeprozession dar, bei der eine Frau in Begleitung von fünf Dienern zu einer Therme oder einem mit Kuppeldächern versehenen Haus geführt wird. Im Hintergrund sieht man Säulenarkaden mit korinthischen Kapitellen.

#### Kästchenkörper

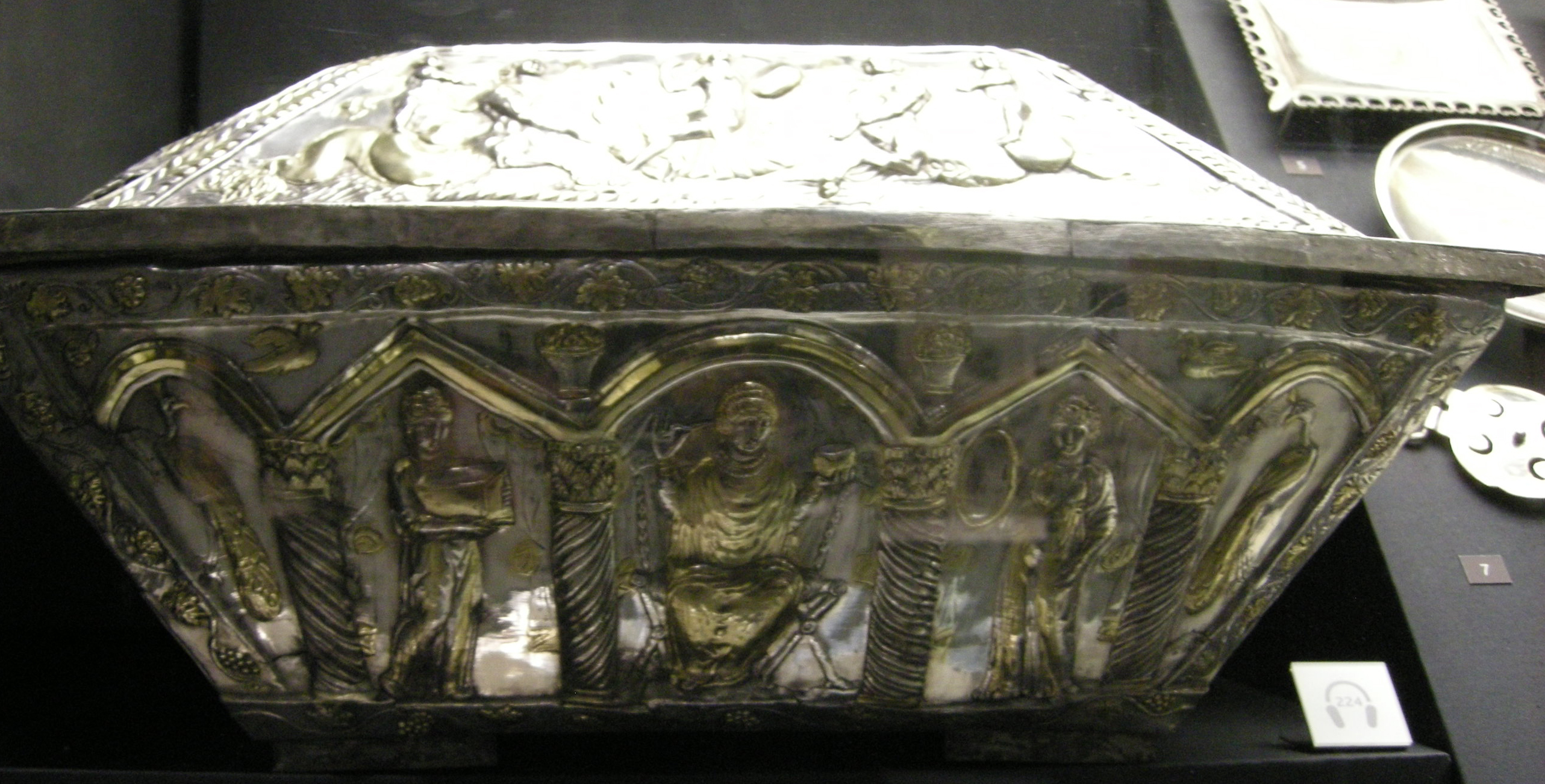
Körper des Proiecta-Kästchens

Die vier Paneele des Körpers, die gemeinsam das Baden thematisieren, zeigen eine Frau bei der Toilette und elf Diener.
Auf dem Frontpaneel des Kästchenkörpers befindet sich jeweils rechts und links ein Pfauenvogel, der seinen Kopf in Richtung des Geschehens wendet. In der Mitte sieht man Proiecta bei der Toilette, umgeben von zwei Frauen, die ihr die Toilettenutensilien bringen. Proiecta, die eine langärmelige Tunika unter einem Colobium, einer kurzärmeligen Tunika, trägt, sitzt auf einem kunstvollen Stuhl unter einem Säulenbogen. In der Hand hält sie eine verzierte Dose.
Auf dem rückwärtigen Paneel erkennt man drei erwachsene Frauen in langen Gewändern, die verschiedene Utensilien bringen. Das rechte Seitenteil zeigt mittig eine Frau, die einen quadratischen Gegenstand trägt, umgeben von zwei weitere Frauen, das linke Seitenteil eine weitere Frau, flankiert von zwei männlichen Dienern, die Kerzenleuchter tragen.

### Musen-Kästchen
Das silberne Musen-Kästchen wurde wahrscheinlich gleichzeitig mit dem Proiecta-Kästchen gefertigt. Es hat einen Durchmesser von 327 mm und eine Höhe von 267 mm.
Das Kästchen besteht aus einem sechzehnseitigen Behältnis und einem kuppelförmigen Deckel, beide ungefähr von gleicher Höhe. Deckel und Behältnis sind mit einem Scharnier verbunden, das Kästchen selbst kann an drei Ketten getragen werden. Die sechzehn, mit Säulen vertikal voneinander abgesetzten Seitenflächen des Körpers sind alternierend flach und konkav gewölbt gebildet. Im Innern des Kästchens fand man fünf kleine Fläschchen für Parfüm und Öle.
Die flachen Paneele des Behältnisses sind mit Kantharoi, denen vegetabile Motive und Voluten entspringen, gefüllt. Ein gleiches Motiv erstreckt sich jeweils über die entsprechenden Zonen des Deckels, die bedingt durch die Wölbung gestreckter sind und zum Scheitel spitz zulaufen. Während die Zwischenflächen beim Deckel einfach glatt belassen wurden, sind in den konkaven Zwischenflächen des Körpers acht der neun Musen dargestellt und durch Attribute als je eine bestimmte ausgezeichnet. Jede Muse steht in einer Konche mit abschließender und auf den seitlichen Säulen ruhender Kalotte. Auf dem Scheitel des Deckels ist eine weitere Figur dargestellt, die wegen fehlender Attribute allerdings nicht als die fehlende neunte Muse, sondern als Venus zu interpretieren ist, wie sie auch auf dem Proiecta-Kästchen begegnet. Form und Funktion des Musen-Kästchen entsprechen dem auf dem Frontpaneel des Proiecta-Kästchens und gehören in einen mit Bad und Thermen verbundenen Kontext.

### Patera Dutuit

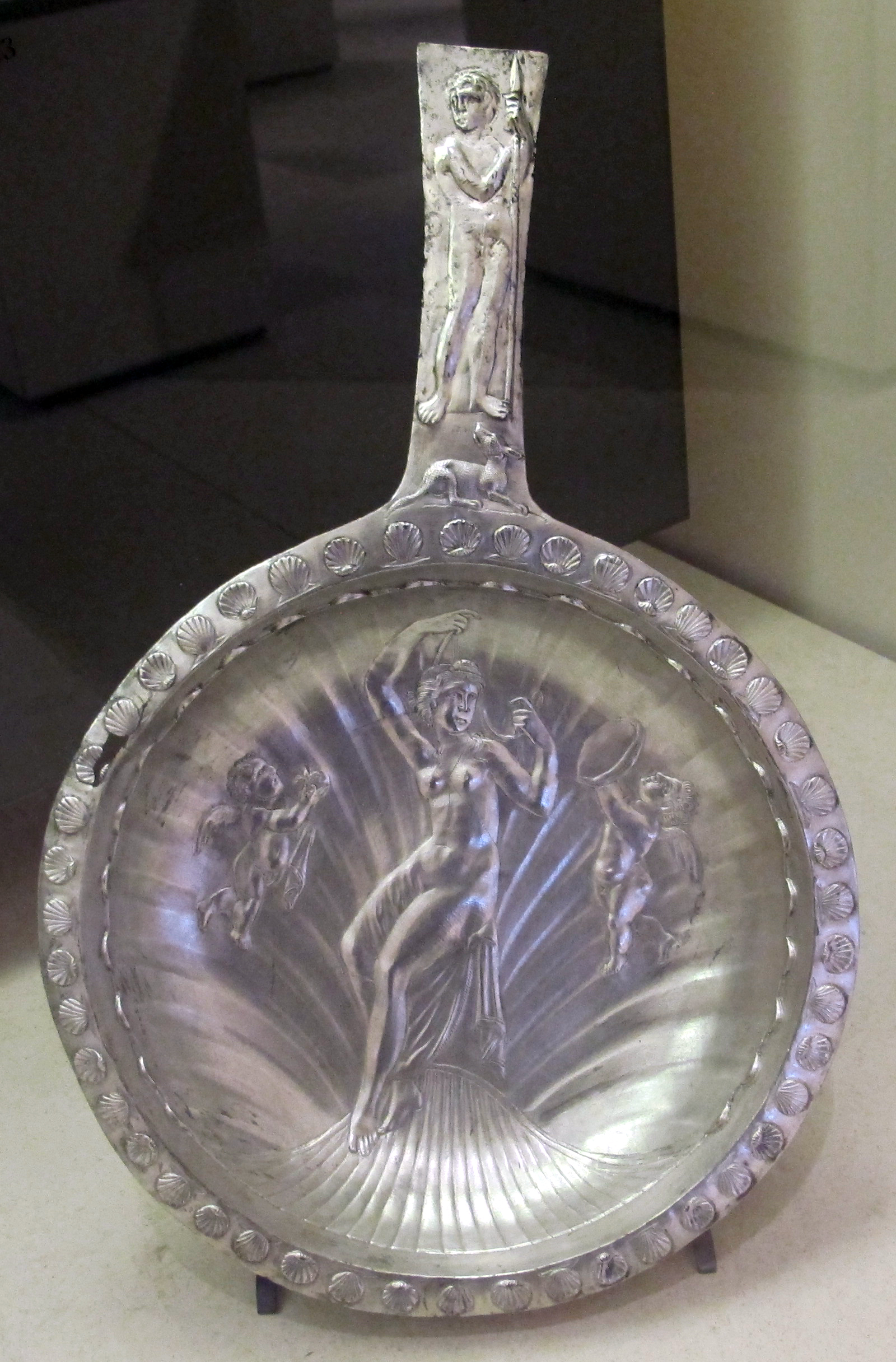
Patera im Musee du Petit Palais, Paris

Die silberne Patera, ursprünglich aus der Sammlung Dutuit und daher auch unter dem Namen Patera Dutuit bekannt, hat einen Durchmesser von 190 mm und einen kurzen Griff. Sie wurde 1902 mit der Sammlung Dutuit verkauft und befindet sich im Pariser Musee du Petit Palais. Die Zuweisung zum Schatzfund vom Esquilin gilt als gesichert.
Die Patera teilt mit den beiden Kästchen das gleiche ikonographische Programm. Dargestellt ist die nach links gewandte Venus in einer Muschelschale, wie sie sich mit Hilfe eines von einem Eros gehaltenen Spiegel die Haare richtet. Ein weiterer Eros zu ihrer Rechten reicht ihr einen Gegenstand. Venus ist bis auf ein ihren rechten Oberschenkel bedeckendes Gewand nackt dargestellt. Der Rand der Patera ist mit kleinen Muscheln verziert.
Auf dem Griff ist eine nackte männliche Gestalt zu sehen, die sich stehend auf eine Lanze zu ihrer Linken stützt. Zu seinen Füßen liegt ein Hund und kennzeichnet ihn als Jäger. Es handelt sich folglich um Adonis, den jung auf der Jagd gestorbenen Geliebten der Venus, der nach seinem Tod ein Drittel des Jahres bei ihr verbringen durfte. Die Patera, die nicht aus derselben Werkstatt wie die beiden Kästchen stammt, bringt eine stärker dem Mythos verpflichtete Auffassung der Venus zur Darstellung, als dies bei den Kästchen der Fall war.

### Teller
Eine große Platte und zwei Service à vier Teller gehören zum Umfang des Schatzes. Die große Platte hat einen Durchmesser von 562 mm und weist ein zentrales Medaillon auf, von dem 24 alternierend flache und gewölbte Segmente ausgehen. Während das Medaillon ein eingekerbtes Flechtmotiv zeigt, sind die flachen Segmente mit Blüten- und Blattmotiven dekoriert.
Von den Servicen besteht das eine aus runden silbernen Tellern, die allesamt einen Durchmesser von 161 mm und eine Höhe von 29 mm besitzen. Ihr Gewicht beträgt ungefähr 410 g. Im Zentrum der Teller befindet sich je ein vergoldetes Monogramm. Einer der Teller weist entlang des Randes eine Gewichtsangabe für das Service auf, ein anderer eine nachlässig eingeritzte Inschrift: VIVASINDEOMARCIANAVIVAS („Du lebst in Gott, Marciana, Du lebst“).
Das zweite Service besteht aus vier rechteckigen Tellern von 202 mm × 146 mm Seitenlänge. Im Zentrum der Teller findet sich das gleiche vergoldete Monogramm wie auf den Tellern des anderen Service, einer der Teller gibt ebenfalls eine Gewichtsangabe, ein anderer wiederholt die unregelmäßig aufgebrachte Inschrift VIVASINDEOMARCIANAVIVAS.

### Kannen und Flasche

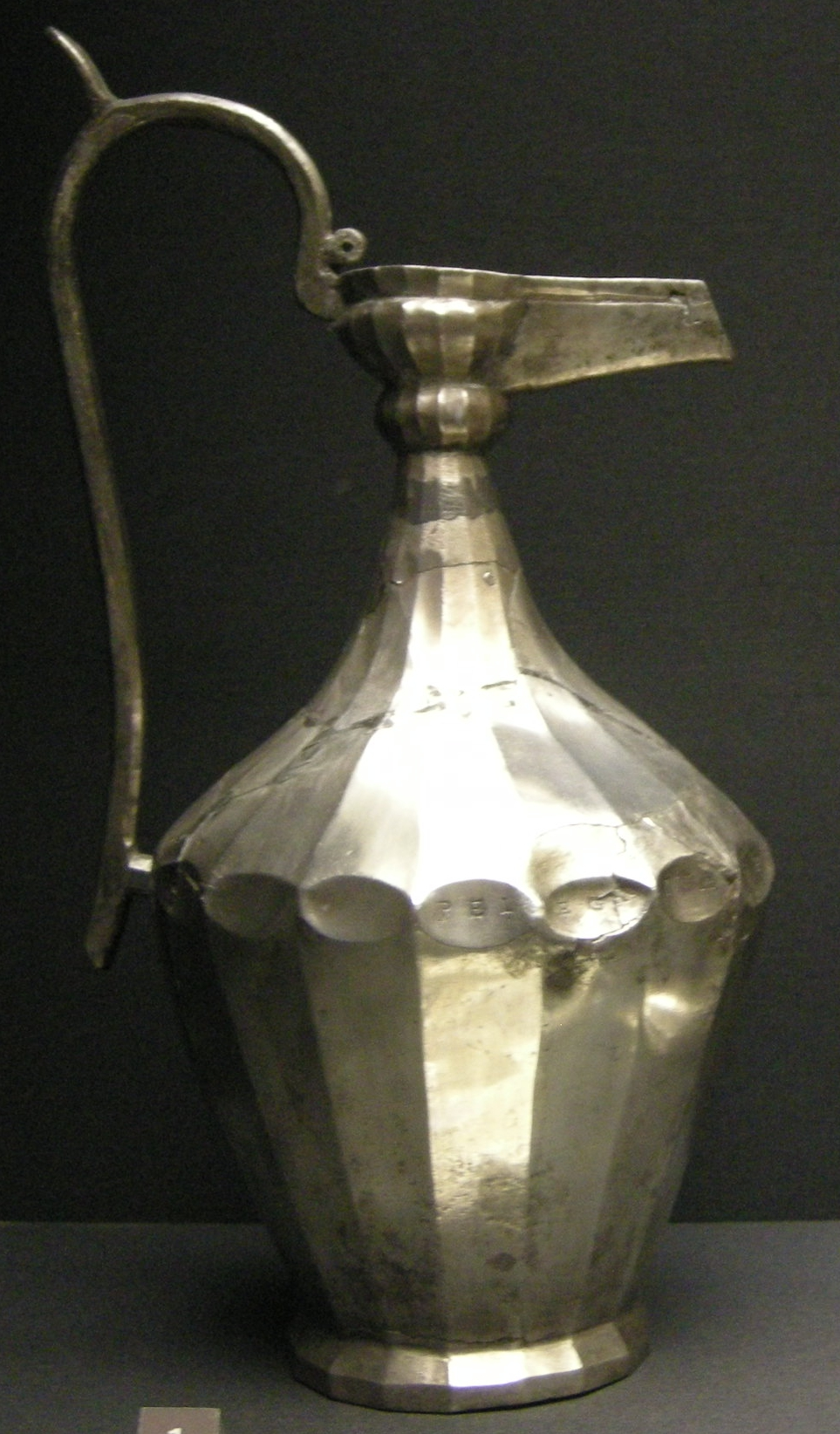
Kanne „der Pelegrina“, British Museum, London

Kannen und Flasche aus dem Schatzfund sind aus Silber, eine der Flaschen und die Kanne „der Pelegrina“ befinden sich in London, die andere Flasche in Neapel.
Die schlanke und gestreckt eiförmige Londoner Flasche ist 346 mm hoch und ruht auf einem Fuß, der die größte Ausladung des Flaschenkörpers nicht erreicht. Die Flasche ist mit getriebenen Dekorationen verziert. Vom Fuß ausgehend entspringen jeweils einem Akanthuskelch zwei gleichförmige, arabesk-florale Schlingmotive, die sich zu je sechs Spiralen entwickeln. In den zentralen Spiralen im Bereich der größten Ausladung sind Eroten in unterschiedlichen Szenen dargestellt: auf einem Esel reitend, mit einem Fruchtkorb kommend, auf einem Fruchtkorb sitzend mit einer Ziege, Weintrauben erntend mit einer Schüssel. Die oberen Spiralen weisen allerlei Früchte auf, zwischen den Spiralen sind Tauben wiedergegeben.
Die Kanne in London weist den Namen Pelegrina als Inschrift auf, die Kanne in Neapel ist in Form eines Frauenkopfes gehalten.

## Datierung
Die Datierung des Schatzfundes ist äußerst umstritten und wird vor allem über die Identifizierung der in den inschriftlichen Zeugnissen des Fundes genannten Personen zu ermitteln versucht. Die Namen, von denen hierbei auszugehen ist, sind: „Proiecta“, „Secundus“ und „Pelegrina“. Die Interpretation eines Monogrammes auf einem der Teller als „Proiecta Turci“ durch Visconti ließ das Augenmerk schon früh auf die Familie der Turcii, einem spätantiken aristokratischen Geschlecht, richten. In dem Zusammenhang wurde auf ein Grabepitaph hingewiesen, das von Papst Damasus I. zum Gedenken an eine im Jahr 383 im Alter von nicht ganz 17 Jahren gestorbene Proiecta errichtet wurde. Diese Proiecta war laut Epitaph „PROIECTAE FVERAT PRIMO QVAE IVNCTA MARITO“, also eigentlich mit einem Primus verheiratet. Der Widerspruch zur Verbindung Proiecta⚭Secundus des Proiecta-Kästchens wurde durch Neuinterpretation des Wortes primus des Epitaphs zu entweder „zum ersten Mal verheiratet“ oder „mit dem Ersten“ im Sinne des Hervorgehobenen zu umgehen versucht. Da das Epitaph zudem in der Kirche Santi Silvestro e Martino ai Monti und damit in unmittelbarer Nähe des Fundortes stand, wollte man sogar eine direkte Beziehung zwischen beiden Objekten herstellen. Wenn die Proiecta des Epitaphs mit jener des Schatzfundes identisch war, wäre sie sechzehnjährig gestorben, konnte aber frühestens mit vierzehn Jahren geheiratet haben, was eine Datierung des Fundes um 380 belegen würde.
Gänzlich unberücksichtigt bei all diesen Überlegungen blieb zunächst die Frage, ob die Stücke des Fundes gleichzeitig entstanden sind oder die Sammlung von Stücken aus mehreren Jahrzehnten repräsentiert. Kathleen J. Shelton warf diese Frage neben anderen auf und kam – nicht zuletzt – aufgrund stilistischer Überlegungen zu dem Ergebnis, dass der Schatz über mehrere Generationen gesammeltes Familieneigentum war und aus der Zeit zwischen 330 und 370 stammt. Insbesondere die Frisur des weiblichen Brustbildes, deren Vorbild in der Frisur der 330 gestorbenen Kaisermutter Helena zu sehen ist, legen eine Datierung nicht allzu weit des Todesjahres nahe. In Haar und Bartgestaltung erkannte sie die Nähe zur Haarmode unter dem von 360 bis 363 herrschenden Kaiser Julian.
In jüngster Zeit versucht man beide Positionen zu vereinen, indem man die Gleichzeitigkeit aller Stücke zwar aufgibt, Proiecta aber dennoch mit jener des Epitaphs gleichsetzt, die mit einem Turcius Secundus, möglicherweise einem Lucius Turcius Secundus, der Sohn oder Neffe des Lucio Turcio Secondo Asterio gewesen wäre, verheiratet war und 383 verstarb. Pelegrina und ein Turcius wären demnach ein weiteres Paar aus dieser Familie, dem einzelne Stücke des Fundes zuzuweisen sind. Der auf einem Stück des Fundes ebenfalls auftauchende Name Marciana blieb bislang bei allen Diskussionen unberücksichtigt.

## Interpretation
Die 27 Gegenstände, die als eigentlicher Fund angesehen werden, variieren in ihrer Funktion und in den unterschiedlichen Benutzungsmöglichkeiten.
Die beiden Schatullen (Musen-Kästchen und Proiecta-Kästchen) gehörten eindeutig einer Frau, die Möbelapplikationen einem Mann.
Die aufwendige Verarbeitung der sechs Möbelapplikationen zeugen von einem hohen öffentlichen Amt des Mannes. Alle sechs Stücke können als Beschläge für einen oder mehrere Stühle betrachtet werden. Diese Art von Schmuck findet man auf den sellae curulis spätantiker Konsuln, die zuweilen mit Büsten von Stadtpersonifikationen geschmückt sind. Der Pferdeschmuck war für die Ausstattung der Pferde bestimmt.
Die beiden Schatullen sind eindeutig dem privaten Bereich der Besitzerin zuzuschreiben und gehörten zu den Toilettenartikeln der Frau.
Im Musen-Kästchen bewahrte die Besitzerin ihre Salben in einzelnen Flakons auf. Die bildlichen Darstellungen der Kästchen können als dekorative Anspielung auf bestimmte Tugenden und Eigenschaften der Besitzerin verstanden werden.

### Proiecta-Kästchen
Nach bisherigem Forschungsstand geht man davon aus, dass das Proiecta-Kästchen ein Hochzeitsgeschenk an die auf dem Deckelmedaillon abgebildeten Eheleute Proiecta und Secundus war. In der Spätantike war es nicht unüblich, Ehepaare auf Hochzeitsutensilien darzustellen. Proiecta hält in ihrer Hand eine Schriftrolle, den sogenannten Ehevertrag, und Turcius Secundus wird im Redegestus dargestellt. Diese Art Darstellung entspricht gängigen Porträttypen dieser Zeit.
Die mythologischen Darstellungen auf dem Proiecta-Kästchen stellen eine spätantike Übertragung und Übersetzung ikonographischer Motive der Prinzipatszeit dar, die nun unterschiedlich interpretiert werden konnten, zum Beispiel als Anspielungen auf bestimmte Eigenschaften oder Tugenden. In diesem Zusammenhang ist die Darstellung der Venus zu deuten. Proiecta schmückt sich in ihrem Frauengemach und schaut dabei in den Spiegel, der ihr von einer Dienerin gehalten wird. Direkt über ihr im Deckelfeld der Schatulle sieht man Venus in einer Muschel mit den gleichen Gesten und Utensilien. Sehr wahrscheinlich sollte auf diesem Weg ein direkter Bezug zwischen der Schönheit der Venus und der Schönheit der Besitzerin des Proiecta-Kästchens hergestellt werden.
Die Darstellung der Badeszene auf dem hinteren Paneel des Deckels wurde in der Forschung unterschiedlich interpretiert: Zum einen als Heimführung der Braut in das Haus des Bräutigams (deductio). Die Frau zieht vom Haus des Vaters in das Haus des Ehemanns. Zum anderen als Gang der Hausherrin in ein öffentliches Bad, begleitet von ihren Dienern mit den notwendigen Utensilien, wie sie etwa die Darstellung eines Badbesuchs auf dem Bodenmosaik der Villa Romana del Casale in Piazza Armerina aus der 2. Hälfte des 4. Jahrhunderts zeigt.